# Pelophylax porosus
Ếch hồ Daruma, Pelophylax porosus, là một loài ếch trong họ Ranidae. Nó có hai phụ loài, P. porosus porosus (Ếch hồ Daruma Tokyo) và P. porosus brevipodus(Ếch hồ Daruma Nagoya). Nó là loài đặc hữu của Nhật Bản. Kích thước trung bình con đực là 3,5 đến 6,2 cm, còn con cái có kích thước từ 3,7 đến 7,3 cm.
Các môi trường sống tự nhiên của chúng là đồng cỏ ôn hòa, sông, đầm nước ngọt, hồ, đất có tưới tiêu, kênh. Nó không được xem là bị đe dọa theo IUCN.

## Hình ảnh

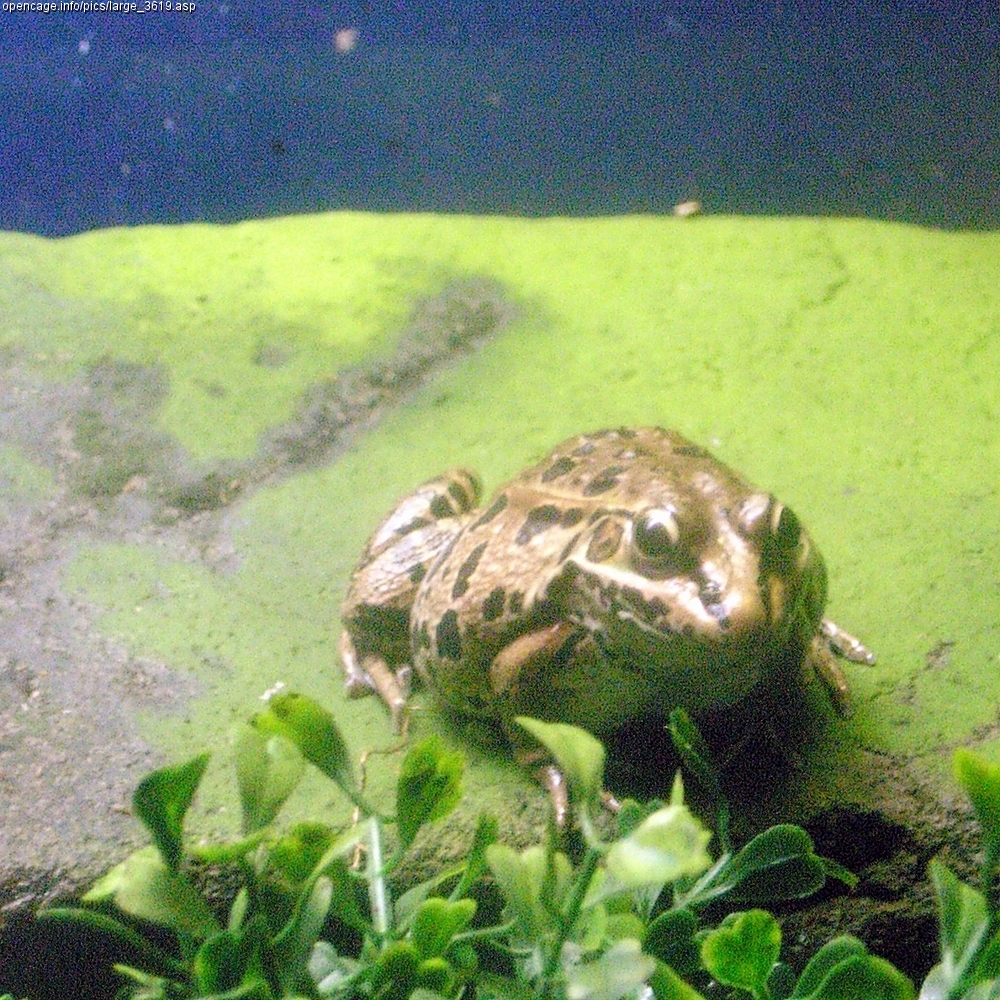
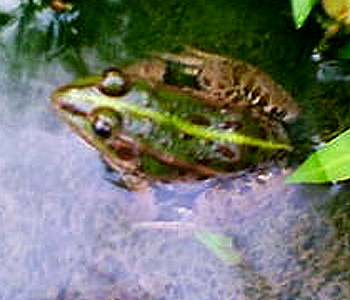